# Смешивание
Смешивание (intermingling), или гетерофилия, с социологической точки зрения, включает различные формы взаимодействий между индивидами, которые пошли против культурных норм конкретного общества.  Эти взаимоотношения исходят из слабых или отсутствующих связей, которые противоположны сильным связям и составляют сети из индивидов, которые друг о друге знают мало или ничего. Примеры смешивания: нетворкинг, служебный роман, кросс-культурные личные встречи.

## Введение
Смешивание – это противоположность гомофилии и ксенофобии, но индивиды имеют тенденцию быть менее гетерофильными и более гомофильными –ассоциирующимися и связывающимися с индивидами, подобными им. Гомофилия встречается чаще, чем гетерофилия, поскольку сила всех связей между любыми двумя людьми зависит от количества времени, проведённого вместе, взаимного доверия и эмоциональной интенсивности. Гомофильные отношения выглядят более лёгкими для построения и поддерживания, поскольку индивиды ощущают, что у них много общего.
Касательно диффузии отношений, смешивание и гетерофилия воспринимаются как наносящие больше урона. Таким образом, поскольку индивиды, практикующие гомофилию, имеют тенденцию быть сильно связанными и поддерживать сильные связи внутри своих групп, то когда индивид удаляется из группы, информация продолжает легко передаваться между теми, кто остался. Напротив, в секторах, где есть смешивание и группа создаёт слабые связи и мосты (это индивиды, объединяющие двух незнакомцев), удаление индивида из этой группы угрожает непрерывности отношений между другими, оставшимися в группе.

## Нетворкинг
Сети личного и делового общения – это социальные круги, в которых оказываются индивиды, составленные из сильных и слабых связей. Цель этих сетей – обмен информацией, действие при новых возможностях, получение личной выгоды от отношений. Смешивание улучшает практику нетворкинга индивидов, поскольку гетерофилия, как считается, делает людей более успешными из-за способности получать новую информацию из слабых связей. Этот результат следует из наблюдения тех, кто воспринимается как привилегированный или непривилегированный (на основании расы, класса и пола) и насколько много, в сравнении с другой, каждая группа смешивается, таким образом, образуя слабые связи. Непривилегированные группы (т.е. женщины, меньшинства и представители низких классов) имеют тенденцию находиться в малых подгруппах с очень ограниченным количеством слабых связей, что означает, что их доступ к новым возможностям и информации также ограничен. Эти группы взаимодействуют только друг с другом, в результате чего информация удерживается в их кругу, а новая информация не входит в круг. В эксперименте Мир тесен Стэнли Милгрэма эта проблема распространения новой информации описывается как групповой инбридинг.

### Диффузияотношений
Согласно Марку Грановеттеру, в его работе Сила слабых связей, смешивание необходимо, чтобы получить доступ к новым возможностям и личную выгоду, поскольку слабые связи увеличивают открытость индивидов для новой информации. Кроме того в работе Грановеттера обнаружено, что информация распространяется быстрее и дальше, когда сеть составлена из слабых связей и мостов (индивидов, соединяющих двух незнакомцев). Это полезно для индивидов, поскольку такая информация может относиться к заработку, деловым возможностям и новым мероприятиям.

## В романтических отношениях
Термин «смешивание» (крови) иногда используется для обозначения нескольких различных идей относительно того, как люди соединяются в экзогамных браках по любви , культурно ассимилируются, смешивают расу. История культурного обмена и межсоциального конфликта привела к появлению терминов для концепций смешивания, окрашенных различными культурными и социальными нормами, таких как ксенофобия и расизм.

### В рабочем окружении
Смешивание в рабочем окружении называют «служебным романом». Это сексуальное влечение между двумя индивидами, которые работают в одной организации, и их отношения воспринимаются глазами третьей стороны. Служебный роман считается формой смешивания, потому что обычно он не одобряется или не разрешается руководством компании, превращая его в запретную практику. 
 При этом оба индивида вовлечены добровольно, смешивание не является вынужденным или нежелаемым. Кроме того, таких индивидов официально помечают как более чем просто коллег, поскольку они физически действуют под влиянием своих взаимных романтических чувств друг к другу. Формой проявления могут быть любовные встречи или секс от случая к случаю.
Подтверждение смешивания внутри рабочего окружения также должно поддерживать трёхкомпонентную теорию любви Стернберга, которая утверждает, что любовные отношения состоят из трёх компонентов: эмоциональной близости (привлекающей индивидов друг к другу), страсти (вызывающей потребность проявлять чувства через физические ухаживания и половой контакт) и обязательства (ведущего к решению индивидов оставаться друг с другом).

#### Типы служебных романов
Отношения, формирующиеся в рабочем окружении, бывают трёх типов: иерархические, горизонтальные (lateral) и пары без прямого взаимодействия в их должностной инструкции.
Иерархические отношения возникают, когда индивиды обладают неодинаковой властью в контексте своей работы. Служебное положение одного индивида является подчинённым по отношению к служебного положения другого индивида в одной и той же компании. Знаменитые зарубежные примеры иерархических романов включают Билла Гейтса (руководителя компании Microsoft) и Мелинду Френч (ранее менеджер отдела продаж по ряду продуктов в компании Microsoft), президента США Барака Обаму (ранее юрисконсульта в компании Sidley Austin) и Мишель Робинсон (куратора Обамы) и пользующийся недоброй славой роман между Президентом США Биллом Клинтоном и Моникой Левински (стажёром Белого дома), см. скандал Клинтон — Левински.
Горизонтальные отношения формируются, когда вовлечённые индивиды рассматриваются как занимающие служебные положения, облечённые одинаковой степенью власти. Личностей, участвующих в горизонтальных отношениях, нельзя рассматривать как подчинённых друг относительно друга.
Руководители организаций более поощряют горизонтальные отношения, чем иерархические, хотя ни те, ни другие не пользуются полной поддержкой. Динамика иерархических отношений в рабочем окружении может привести к большему числу обвинений в сексуальных домогательствах. В США дело банка Meritor Savings против Винсон (Vinson) установило, что служебные романы не исключаются из главы VII Закона США о гражданских правах 1964 г., установившей, что работодатели несут ответственность за действия облечённого властью руководства компании в отношении своих работников.
Кроме того, иерархические отношения могут вести к конфликту, поскольку подчинённый индивид начинает рассматриваться коллегами как более предпочитаемый, чем другие. Это предпочтение символизируется через повышение оплаты, продвижение по службе, различие в рабочей нагрузке, и обычно ведёт к тому, что коллеги завидуют друг другу или испытывают чувство неравенства.
Пары, работающие в одной компании, но не имеющие прямого взаимодействия в своих служебных задачах, могут состоять из двух индивидов, работающих в различных отделах или в различных местах. Такая форма отношений вызывает меньше подозрений в фаворитизме, чем горизонтальные и иерархические отношения.